# اتین کابه
اتین کابه (انگلیسی: Étienne Cabet؛ ۱ ژانویهٔ ۱۷۸۸ – ۹ نوامبر ۱۸۵۶) فیلسوف و سوسیالیست تخیلی اهل فرانسه بود که جنبش ایکاریایی را تأسیس کرد. او نویسنده کتاب سفر به ایکاری است.